# Bob Lacourse
Bob Lacourse (14 de dezembro de 1926 — 31 de janeiro de 2013) foi um ciclista canadense. Ele representou o Canadá nos Jogos Olímpicos de Verão de 1948, em Londres.